# Yo no te pido la luna
Yo no te pido la luna è un singolo pubblicato da Sergio Dalma nel maggio 2011.

## Descrizione
Si tratta di una cover di Non voglio mica la luna, brano musicale composto da Zucchero Fornaciari, Luigi Albertelli ed Enzo Malepasso, presentato al Festival di Sanremo 1984 nell'interpretazione di Fiordaliso.